# 1807 en France
Chronologie de la France
- 1803
- 1804
- 1805
- 1806
- 1807
- 1808
- 1809
- 1810
- 1811

Cette page concerne l'année 1807 du calendrier grégorien.

## Événement
- 7 janvier : blocus des ports français et des colonies par la marine britannique[1].

- 8 février : bataille d'Eylau[2].

- 9 mars : publication du statut civil des Juifs par le Grand Sanhédrin[3].
- 26 mars : décret de création du train des équipages militaires, qui devient en 1945 l'Arme du Train[4].

- 4 mai : traité d’alliance franco-perse de Finckenstein[5].

- 14 juin : bataille de Friedland[2].
- 4 juillet : Chateaubriand publie dans le Mercure de France un article sur le Voyage pittoresque et historique de l'Espagne de Laborde, critique véhémente contre le régime impérial. Menacé d’être arrêté, il doit se retirer dans sa terre du Val-au-Loup près d'Aulnay[6].

- 7 juillet : traité de Tilsit avec le tsar Alexandre Ier[2].
- 22 juillet : création du Grand duché de Varsovie[7].
- 29 juillet : Napoléon signe un décret sur les théâtres qui limite le nombre de théâtres de Paris à huit[7].

- 9 août : disgrâce de Talleyrand qui démissionne de son poste de ministre des Relations extérieures[8].
- 16 août : Jérôme Bonaparte devient roi de Westphalie[7].
- 19 août : suppression du Tribunat[2].
  - Rentré à Paris après Tilsitt, Napoléon renforce le caractère autoritaire du régime et poursuit ses réformes intérieures, assurant son absolutisme sur tous les plans : contrôle de la police et de l’Université impériale par le grand maître Fontanes, suppression du Tribunat créé sous le Consulat (sénatus-consulte du 18 août), verrouillage des libertés publiques.
- 22 août : mariage du prince Jérôme Bonaparte et de Catherine de Wurtemberg[9].
- 10 - 11 septembre : le Code du commerce entre en vigueur[7].
- 15 septembre : loi de finance. Début de la confection du cadastre napoléonien[10].
- 16 septembre : création de la Cour des comptes[7].
- 20 septembre : promulgation du Code du commerce[11].

- 13 octobre : décret de Fontainebleau qui renforce le blocus continental[7].
- 27 octobre : traité de Fontainebleau sur le Portugal[2].

- 19 novembre : invasion du Portugal par l'armée Française sous les ordres de Junot[7].

## Naissances en 1807
- 2 juillet : Achille Allier, historien français († 1836).
- 4 juillet : Giuseppe Garibaldi, acteur de l'unification italienne († 2 juin 1882)

- 15 août : Jules Grévy, président de la République française en 1879 († 9 septembre 1891).
- 24 août : Jules Verreaux, ornithologue français († 7 septembre 1873).

- 9 septembre : Jean-François Brémond, peintre français († 2 mars 1865).

- 9 décembre : Paul Chenavard, peintre français († 12 avril 1895).

## Décès en 1807
- 5 février : Pascal Paoli, patriote et Chef d'État corse (° 5 avril 1725).

- 4 avril : Joseph Jérôme Lefrançois de Lalande, astronome français (° 11 juillet 1732).

- 27 juillet : Pierre Marie Auguste Broussonet, naturaliste français (° 19 janvier 1761).

- 4 ou 14 août : Jacques Gabriel Louis Leclerc de Juigné, militaire français (°14 mai 1727).

- 12 septembre : François Blanchot de Verly, gouverneur du Sénégal.

- 22 octobre : Jean-François Houbigant, parfumeur à Paris en 1775.

- 11 novembre : Jean-Édouard Adam, chimiste et physicien français (° 11 octobre 1768).